# Hans Wolf von Görschen
Hans Wolf Karl Robert von Görschen (né le 30 septembre 1894 à Cologne, mort en avril 1945 à Berlin) est un banquier et homme d'affaires germano-néerlandais ainsi que résistant au nazisme.

## Biographie
Hans Wolf von Görschen est le fils du vice-président du gouvernement d'Aix-la-Chapelle Robert von Görschen, membre de la lignée d'Aix-la-Chapelle de la maison de Görschen, et d'Emy Marie Rosalie Honigmann (1871-1944).
Après l'abitur comme élève du Langenberger Realgymnasium en mars 1914, von Görschen étudie à l'université d'Oxford notamment. Entre-temps, il sert pendant la Première Guerre mondiale dans l'armée prussienne, d'abord comme lieutenant dans le 8e régiment de cuirassiers "Graf Gessler" (Rheinische), puis comme commandant de compagnie dans le onzième régiment d'infanterie de réserve, enfin le l'état-major du chef d'état-major général.
Après la guerre et après avoir terminé ses études, il entame une carrière de banquier à la banque Deichmann & Co. à Cologne. Il devient membre de la Société Kaiser-Wilhelm et aest honoré de la nomination de sénateur honoraire de l'université de Greifswald. En outre, à partir de 1922, il devient membre du Club Aachener Casino et en 1925, il est nommé Chevalier d'honneur de la Coopérative rhénane de l'Ordre de Saint-Pierre. En 1926, il épouse Elisabeth Marie Luise Rieger (née en 1903) et ils ont leur fils Petrus Karl Robert von Görschen (1928-avant 2016) à Düsseldorf, qui plus tard sera également banquier à La Haye, plus récemment en 1990-1991 et agira comme membre du conseil de surveillance de « Barybank, H. Albert DE & Co NV ».
Au début du Troisième Reich en 1933, von Görschen émigre avec sa famille à Rotterdam, aux Pays-Bas. Il est alors embauché comme membre du conseil d'administration de sa société "Wodan Handelsmaatschappij N.V." grâce à la médiation de son oncle et membre du conseil de surveillance local Alfred Carl Honigmann. À cette époque, la société Wodan est une filiale de Raab Karcher à Karlsruhe et, en tant que banque spécialisée, s'occupe depuis 1924 des questions de titres et de devises et principalement du financement du commerce et de l'industrie. En 1938, la famille von Görschen reçoit la nationalité néerlandaise et déménage à Wassenaar, près de La Haye.
Hans Wolf von Görschen se rend souvent à Berlin, où il entretient de bonnes relations avec l'Abwehr, notamment Wilhelm Canaris, son chef, le service de renseignement militaire de la Wehrmacht, qui a en son soin des résistants conservateurs à partir de 1938. Pour Canaris, Hans Wolf est censé obtenir des informations sur les projets militaires britanniques aux Pays-Bas, entre autres.
En 1942, le beau-frère de von Görschen et collègue de la banque de Cologne, Karl Theodor Deichmann, prend contact avec Helmuth James von Moltke, le chef du cercle de Kreisau, un groupe de résistance bourgeois qui prépare des plans de réorganisation politique et sociale au cas où cesserait la dictature de Hitler. Selon les plans de von Moltke, von Görschen prend contact avec le "comité de la patrie" aux Pays-Bas et, avec le jeune diplomate néerlandais Herman van Roijen, chef du département des affaires diplomatiques au ministère des Affaires étrangères depuis 1939, construit un cercle d'amis qui informent les groupes de résistance des raids prévus ainsi que des projets économiques et politiques de la puissance occupante et participe aux débats sur les projets de fédération européenne. Moltke se rend plusieurs fois à des réunions secrètes aux Pays-Bas et séjourne souvent chez von Görschen à Wassenaar.
En outre, Hans Wolf von Görschen assume des services de courrier et de médiateur occasionnel entre le cercle de Kreisau et les groupes œcuméniques néerlandais et, avec le soutien de von Moltke, tente de libérer les prisonniers politiques, les prisonniers de guerre et les résistants des prisons et des camps. Après l'attentat du complot du 20 juillet 1944, la Gestapo découvre le réseau. L'arrestation de von Görschen a lieu le 5 décembre 1944 en Hollande. Il est transféré à la prison de la Gestapo, le Prinz-Albrecht-Palais (de) à Berlin, et exécuté sans procès vers le 8 avril 1945.